# Dorymenia parvidentata
Dorymenia parvidentata is een Solenogastressoort uit de familie van de Proneomeniidae. De wetenschappelijke naam van de soort is voor het eerst geldig gepubliceerd in 2003 door García-Álvarez & Urgorri.